# Sipora

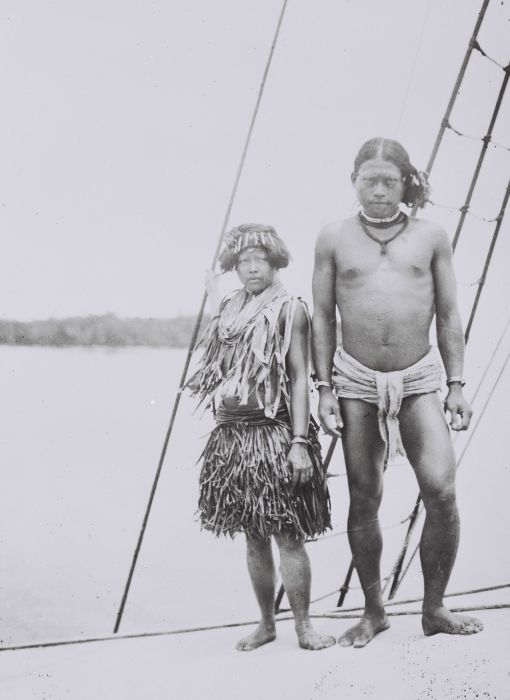
Portret van een Mentawei man en vrouw uit Sioban op het eiland Sipora, aan boord van het schip de Bellatrise (1922).

Sipora (ook wel Sipura) is een eiland van 845 km² net ten westen van Sumatra, Indonesië. Het eiland maakt deel uit van de Mentawai-eilanden en is onderdeel van de provincie West-Sumatra.
De zeestraat tussen Siberut en Sipora werd door de Nederlanders in het koloniale tijdperk Zeebloemstraat genoemd.